# Poterie de Saintonge
La poterie de Saintonge désigne les productions des ateliers céramiques saintongeais qui furent largement exportées en Europe du Nord durant le Moyen Âge.

## Historique
Les fouilles médiévales menées en Irlande et dans d'autres pays européens ont mis au jour de nombreux tessons provenant de poteries  fabriquées et exportées en tant que sous-produit du commerce du vin de Bordeaux.

Ces fragments sont constitués d'une terre micacée avec de faibles quantités d'inclusions de quartz et des traces d'hématite. Seule leur surface externe est vitrifiée d'une glaçure transparente. Les poteries à glaçure verte comportent des parcelles de cuivre qui leur donnent un aspect tacheté.

De la céramique saintongaise a été découverte dans des fouilles d'Irlande datées de la fin du XIIe siècle mais elle est le plus souvent associée à des contextes du XIIIe siècle.

## Caractères stylistiques
De nombreux types de poteries de Saintonge ont été produits, modèles polychromes, verts, et dans certains cas, non émaillés.  Les formes caractéristiques les plus courantes sont les cruches à vin : des pièces hautes, au corps légèrement ovoïde, à fond plat, becs de perroquet et poignées sangle. Les modèles verts sont fréquemment trouvés dans les sites archéologiques du Québec en Amérique du Nord et ils sont associés à la période d'occupation française (du XVIe siècle à 1763).
Un plat polychrome de Saintonge, dans le style de Bernard Palissy, daté du milieu du XVIe siècle a été mis au jour lors de fouilles à Londres et est conservé au Museum of London. La sophistication de ce genre de pièce s'éloigne des poteries purement utilitaires. Les changements stylistiques de la Renaissance ne furent pas réservés aux classes nobles, ils eurent aussi un écho plus vaste dans les classes aisées et les potiers saintongeais produisirent des pièces au goût de l'époque. 
À partir du XIIIe siècle, les lieux de production en Saintonge furent essentiellement situés dans le village potier de La Chapelle-des-Pots.